# Gothaer Nachparlament

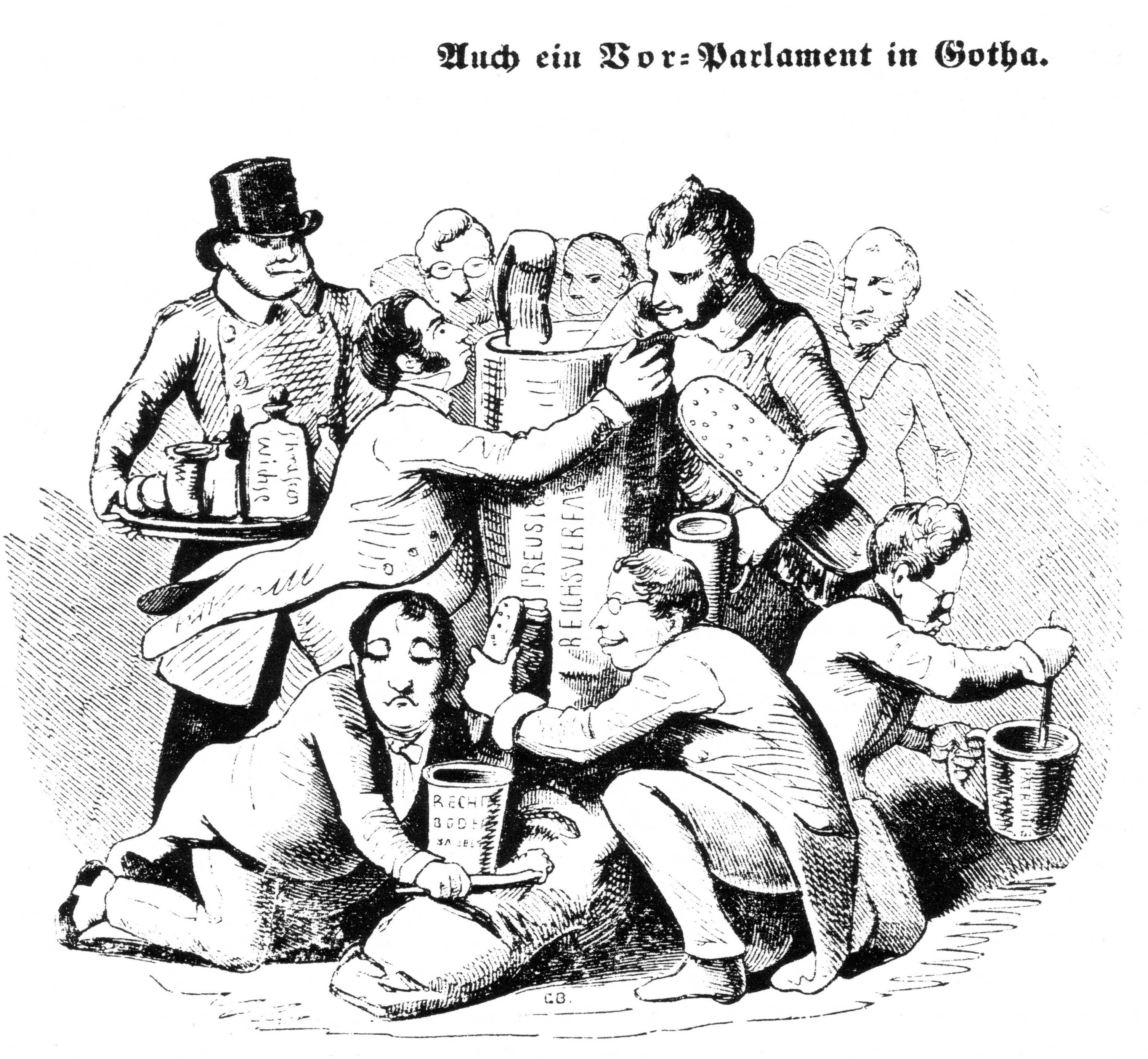
Karikatur über die Gothaer Liberalen, die einen preußischen Stiefel putzen, Juni 1849

Gothaer Nachparlament nennt man eine private Versammlung von 148 ehemaligen Abgeordneten der Frankfurter Nationalversammlung vom 26. Juni bis zum 28. Juni 1849 in Gotha.

## Teilnehmer und Ziele
Es handelte sich großteils um linke und rechte Liberale der erbkaiserlichen Richtung, die im März 1849 für den preußischen König als deutschen Kaiser gestimmt hatten. Die bekanntesten waren Hermann von Beckerath, Friedrich Christoph Dahlmann, Heinrich von Gagern, Jacob Grimm, Karl Mathy, Robert von Mohl und Eduard Simson. Andere wie Johann Gustav Droysen waren aus Protest gegen Preußen der Versammlung ferngeblieben.
Im Mai 1849 hatte Preußen die Revolution gewaltsam niedergeschlagen und den preußischen Abgeordneten widerrechtlich befohlen, ihre Tätigkeit für die Nationalversammlung einzustellen. Im selben Monat lud Preußen die übrigen deutschen Staaten ein, einen kleindeutschen Bundesstaat zu gründen (Dreikönigsbündnis). Geistiger Vater und treibende Kraft war Joseph von Radowitz, ein Berater des preußischen Königs Friedrich Wilhelm IV. Dieser Versuch, einen deutschen Nationalstaat zu bilden, erhielt nachträglich die Bezeichnung „Erfurter Union“.
Die Liberalen in Gotha berieten darüber, ob sie diesen Weg zum Bundesstaat unterstützen sollten. Wegen der bisherigen Erfahrungen mit Preußen gab es Bedenken. Auch störten sich Liberale daran, dass die Verfassung konservativer und föderaler sein sollte als die Frankfurter Reichsverfassung. Dennoch stimmten sie dem von Radowitz aufgezeigten Weg zum Bundesstaat grundsätzlich zu. Aus den Gothaern entwickelte sich die sogenannte „Bahnhofspartei“, die später im Erfurter Unionsparlament die Mehrheit hatte.

## Gothaer Erklärung
Eine Erklärung, in der sich das Gothaer Nachparlament am 28. Juni 1849 für den preußischen Plan einer Union der deutschen Staaten unter Ausschluss Österreichs aussprach, wurde allgemein als „Gothaer Erklärung“ bekannt.